# Landschaftsschutzgebiet Offenland um Schederberge

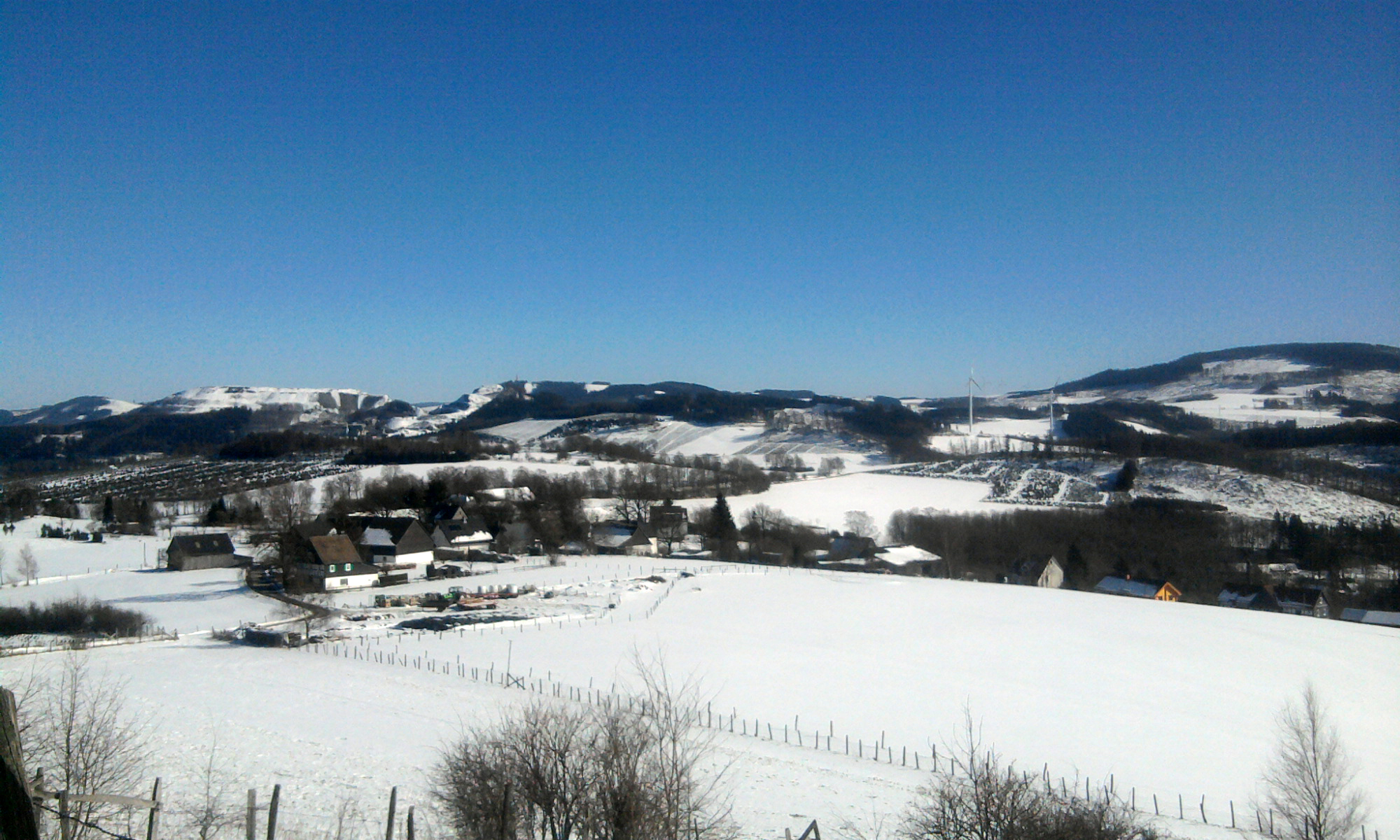
Flächen direkt vor und hinter dem Dorf gehören zum Landschaftsschutzgebiet Offenland um Schederberge

Das Landschaftsschutzgebiet Offenland um Schederberge mit 36,47 ha liegt im Stadtgebiet von Meschede im Hochsauerlandkreis. Es wurde 1994 mit dem Landschaftsplan Meschede durch den Kreistag des Hochsauerlandkreises als Landschaftsschutzgebiet (LSG) mit dem Namen Landschaftsschutzgebiet Ortsnahe Freiflächen Schederberge und einer Flächengröße von 29,6 ha ausgewiesen. Bei der Neuaufstellung des Landschaftsplanes Meschede wurde es vergrößert, umbenannt und als Landschaftsplangebiet vom Typ B, Kleinflächiger Landschaftsschutz, erneut ausgewiesen. Das LSG ist eines von 102 Landschaftsschutzgebieten in der Stadt Meschede. Dort gibt es ein Landschaftsschutzgebiet vom Typ A, 51 Landschaftsschutzgebiete vom Typ B und 50 Landschaftsschutzgebiete vom Typ C. Von 1994 bis 2020 gehörten die Flächen zum Landschaftsschutzgebiet Meschede. Das LSG gehört zum Naturpark Sauerland-Rothaargebirge.

## Beschreibung
Das LSG umschließt das Dorf Schederberge. Im LSG befinden sich Grünlandflächen. Der Landschaftsplan führt zum LSG auf: „Von Meschede aus kommend öffnet sich das geschlossene Waldgebiet von Scheder Berg, Vogelsang und Hardt eindrucksvoll mit den Freiflächen um Schederberge. Nachdem hier in der Vergangenheit einige „Zwischennutzungen“ mit Weihnachtsbaum- und Schmuckreisigkulturen wieder beseitigt wurden, wirkt das hier erfasste Landwirtschaftsgewann zusammen mit der nach wie vor landwirtschaftlich geprägten Ortslage wieder als authentische Einheit. Zudem waren die Wegeverbindungen um Schederberge schon immer von Gehölzreihen begleitet und diverse weitere Obst- und Einzelbäume vorhanden; diese Kleinstrukturen entfalten mit dem umgebenden Offenland eine größere landschaftliche Wirkung.“

## Schutzzweck
Zum Schutzzweck der LSG vom Typ B Ortsrandlagen, Landschaftscharakter im Landschaftsplangebiet Meschede führt der Landschaftsplan auf: „Sicherung der Vielfalt und Eigenart der Landschaft im Nahbereich der Ortslagen sowie in alten landwirtschaftlichen Vorranggebieten insbesondere durch deren Offenhaltung; Erhaltung der Leistungsfähigkeit des Naturhaushalts hinsichtlich seines Artenspektrums und der Nutzungsfähigkeit der Naturgüter (hier: leistungsfähige Böden); Umsetzung der Entwicklungsziele 1.1 und – primär – 1.5 zum Schutz des spezifischen Charakters und der Identität der landschaftlichen Teilräume; entsprechend dem Schutzzweck unter 2.3.1 auch Ergänzung der strenger geschützten Teile dieses Naturraums durch den Schutz ihrer Umgebung vor Eingriffen, die den herausragenden Wert dieser Naturschutzgebiete und Schutzobjekte mindern könnten (Pufferzonenfunktion); Erhaltung der im gesamten Gebiet verstreut anzutreffenden kulturhistorischen Relikte.“

## Rechtliche Vorschriften
Wie in den anderen Landschaftsschutzgebieten im Stadtgebiet besteht im LSG ein Verbot Bauwerke zu errichten. Vom Verbot ausgenommen sind Bauvorhaben für Gartenbaubetriebe, Land- und Forstwirtschaft. Die Untere Naturschutzbehörde kann Ausnahme-Genehmigungen für Bauten aller Art erteilen. Wie in den anderen Landschaftsschutzgebieten vom Typ B in Meschede besteht im LSG ein Verbot der Erstaufforstung und Weihnachtsbaum-, Schmuckreisig- und Baumschul-Kulturen anzulegen.